# Rose Bernd (film fra 1919)
Rose Bernd er en tysk stumfilm fra 1919 af Alfred Halm.

## Medvirkende
- Henny Porten som Rose Bernd
- Alexander Wirth som Christoph Flamm
- Emil Jannings som Arthur Streckmann
- Paul Bildt som August Keil
- Ilka Grüning som Frau Flamm